# 1. říjen
1. říjen je 274. den roku podle gregoriánského kalendáře (275. v přestupném roce). Do konce roku zbývá 91 dní.

## Události

### Česko
- 1410 – Po smrti římského vzdorokrále Ruprechta byl Jošt Moravský většinou kurfiřtů zvolen římským králem. Jeho protikandidát Zikmund Lucemburský dostal o hlas méně
- 1415 – V Českém Brodě se sešli čeští katoličtí šlechtici, aby vytvořili obranný svaz proti vznikajícímu husitskému hnutí
- 1487 – Sněm českého království vydal usnesení, které postihovalo poddané, kteří opustili panství bez vědomí vrchnosti
- 1756 – Prusko porazilo Rakousko v bitvě u Lovosic.
- 1828 – V Praze začíná působit Česká vzájemná pojišťovna, první novodobý pojišťovací ústav
- 1863 – V Praze byla otevřena první městská vyšší dívčí škola
- 1938 – Nacistické Německo začalo po Mnichovské dohodě provádět jím vynucenou anexi československého pohraničí, takzvaných Sudet.
- 1973 – Byl ukončen provoz na poslední úzkorozchodné trati na Ostravsku.
- 1974 – Zahájena výstavba Dálnice D2 z Brna na Bratislavu.[zdroj?]
- 2002 – Jiří Suchý křtí nově otevřené Divadélko JoNáš v Měšťanské besedě v Plzni

### Svět
- 331 př. n. l. – Makedonský král Alexandr Veliký porazil perského velkokrále Dareia III. v bitvě u Gaugamél, krátce poté byl korunován „králem Asie“.
- 1403 – Papež Bonifác IX. uznal římským králem po sesazeném Václavu IV. Ruprechta III. Falckého.
- 1586 – Sixtus V. povýšil milosrdné bratry na řád.
- 1795 – Francie obsazuje Belgii.
- 1929 – V Sovětském svazu byl zaveden Sovětský revoluční kalendář s 12 měsíci po 30 dnech.
- 1930 – Ve Spojeném království byla vydána Passfieldova bílá kniha, která analyzovala příčiny palestinských nepokojů v roce 1929.
- 1939 – Po jednom měsíci tvrdých bojů zvítězil Wehrmacht v první bitvě o Varšavu a násilně vstoupil do polského hlavního města.
- 1946 – Norimberský proces: 12 z 22 obžalovaných nacistických pohlavárů bylo odsouzeno k trestu smrti.
- 1949 – Mao Ce-Tung vyhlásil v Pekingu Čínskou lidovou republiku.
- 1960
  - Kypr získal nezávislost odtržením se od Velké Británie.
  - Nigérie získala plnou nezávislost od Velké Británie.
- 1964 – V Japonsku byl zahájen provoz vysokorychlostních vlaků – šinkansen.
- 1994 – V prvních parlamentních volbách v samostatněm Slovensku s velkým náskokem zvítězila koalice HZDS/RSS.
- 1996 – Spuštěna první mezinárodní televizní stanice o zvířatech Animal Planet pod vedením společností Discovery Communications a BBC.
- 2005 – Z kazachstánského kosmodromu Bajkonur odstartovala raketa s lodí Sojuz, na jejíž palubě byl i třetí vesmírný turista Američan Gregory Olsen.

## Narození

### Česko

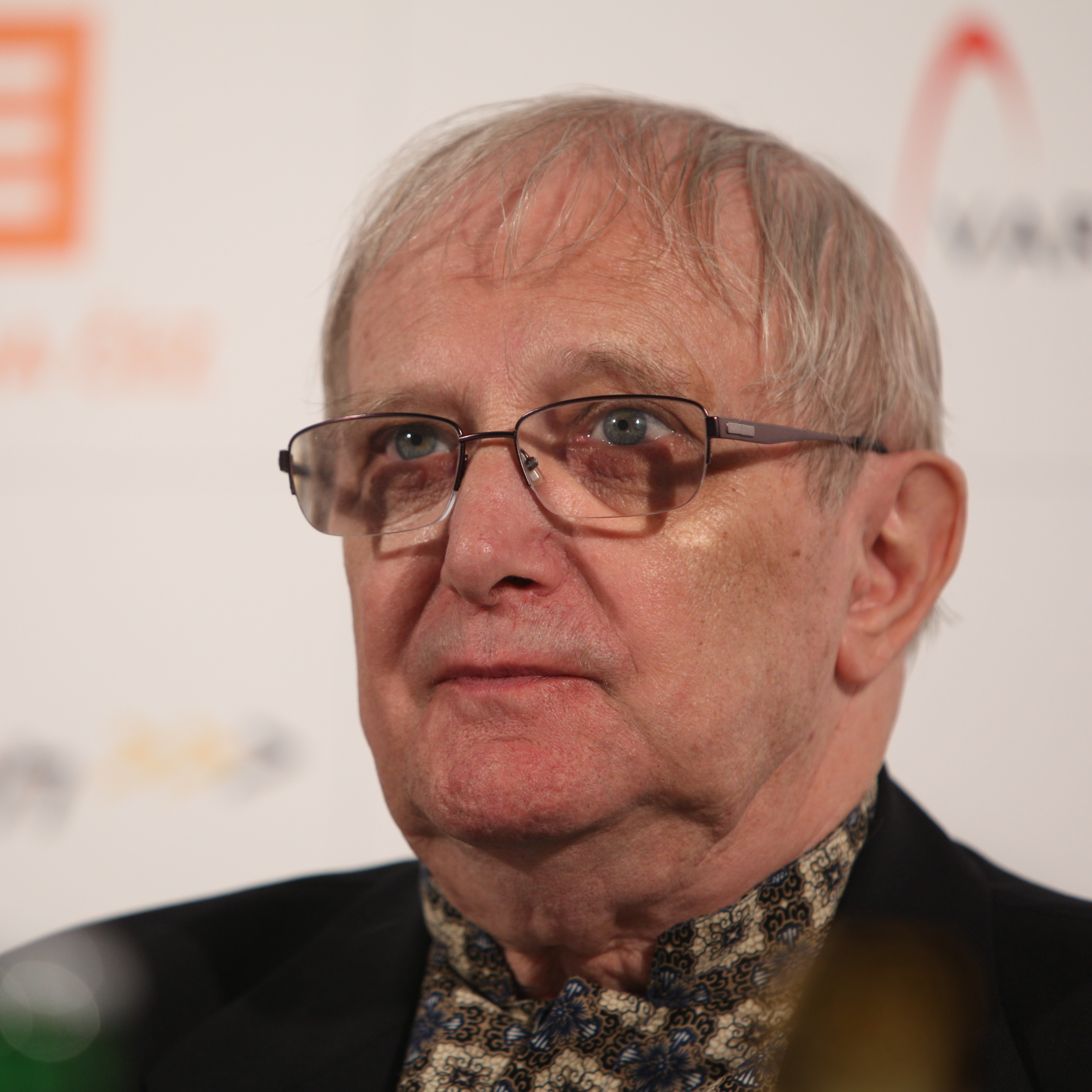
Jiří Suchý (* 1931)

- 1539 – Petr Vok z Rožmberka, český šlechtic († 6. listopadu 1611)
- 1738 – Karel Godefried von Rosenthal, olomoucký kanovník a biskup († 25. května 1800)
- 1803 – Jan Svoboda, český pedagog († 27. září 1844)
- 1847 – Václav Oplt, kanovník litoměřické kapituly († 9. září 1935)
- 1852
  - Alois Strnad, matematik a geometr († 26. května 1911)
  - Bohumil Havlasa, novinář, spisovatel a dobrodruh († 25. listopadu 1877)
- 1868 – František Buříval, československý politik († 8. srpna 1929)
- 1870 – Jindřich Langner, kanovník Katedrální kapituly u sv. Štěpána v Litoměřicích († 29. prosince 1956)
- 1881 – Ferry Seidl, český filmový režisér a herec († 24. ledna 1939)
- 1886 – František Kovářík, herec († 1. října 1984)
- 1890
  - Jaroslav Josef Malý, český cestovatel, orientalista, spisovatel a chemik († 12. srpna 1975)
  - Eduard Fiedler, starosta Chomutova, ministr zemské vlády v Bádensku-Württembersku († 12. června 1963)
- 1900
  - Jaroslav Pošvář, numismatik a profesor správního práva († 19. února 1984)
  - Jaroslav Moravec, knihkupec, redaktor, spisovatel a překladatel († 31. října 1974)
- 1906 – Jiří Kořínek, esperantista a překladatel († 20. října 1989)
- 1907 – František Bílek, malíř a sochař († 1985)
- 1918 – Jindřich Vichra, básník († 12. května 1944)
- 1920 – Zdeněk Rotrekl, básník , spisovatel, publicista, literární historik a scenárista († 9. června 2013)
- 1924 – Jan Šimáně, skaut, redaktor časopisu ABC († 13. února 2013)
- 1927
  - Miloslav Cicvárek, malíř, grafik, sochař a restaurátor († 15. července 2007)
  - Nina Jiránková, herečka († 4. října 2014)
  - František Spurný, český historik, archivář a publicista († 24. listopadu 2004)
- 1930 – Miroslav Nový, československý hokejový reprezentant
- 1931 – Jiří Suchý, básník, textař, zpěvák, kabaretiér, zakladatel divadla Semafor
- 1941 – Alena Podzemná, historička výtvarného umění, archivářka a malířka
- 1948 – Vladimír Bednář, hokejista
- 1951 – Michael Koblic, dětský herec a současný kanadský lékař
- 1952
  - Josef Pavel, hejtman Karlovarského kraje
  - Ivan Sekyra, český rockový kytarista, zpěvák, skladatel, režisér a scenárista
- 1957 – Michal Kraus, český podnikatel a politik
- 1961 – Milan Sedláček, horolezec († 20. května 2012)
- 1965 – Vladislav Husák, policista, bývalý policejní prezident
- 1970 – Ilona Csáková, zpěvačka
- 1977 – Ilona Švihlíková, ekonomka
- 1986 – Martin Pohl, režisér, scenárista, podnikatel a hudebník
- 1988 – Jordan Haj, muzikant, herec a režisér a scenárista
- 1989 – Taťána Makarenko, modelka, prezidentka Miss Czech Republic a Mister Czech Republic
- 1991 – Miroslav Dubovický, model, kickboxer a trenér

### Svět

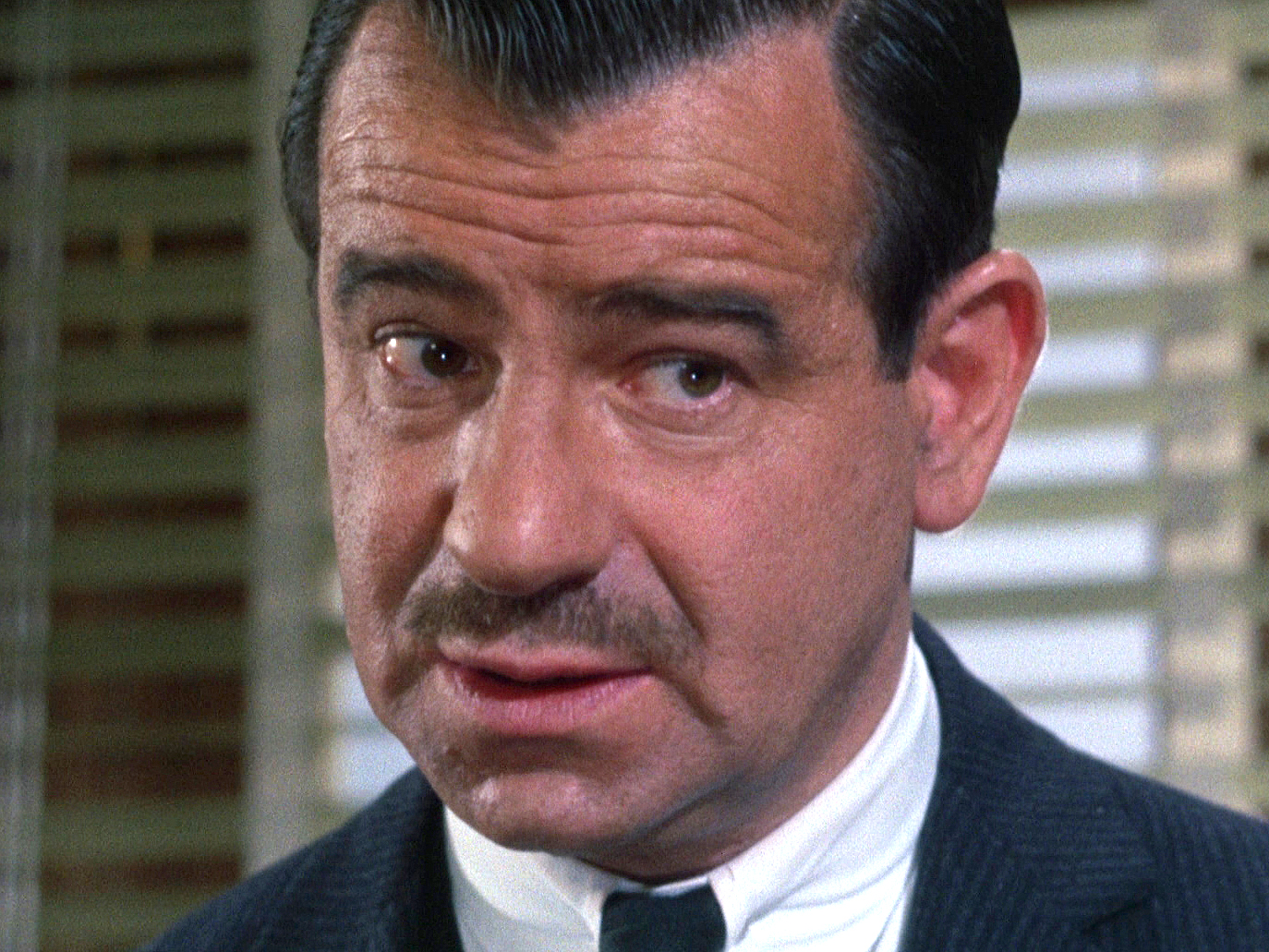
Walter Matthau (* 1920)

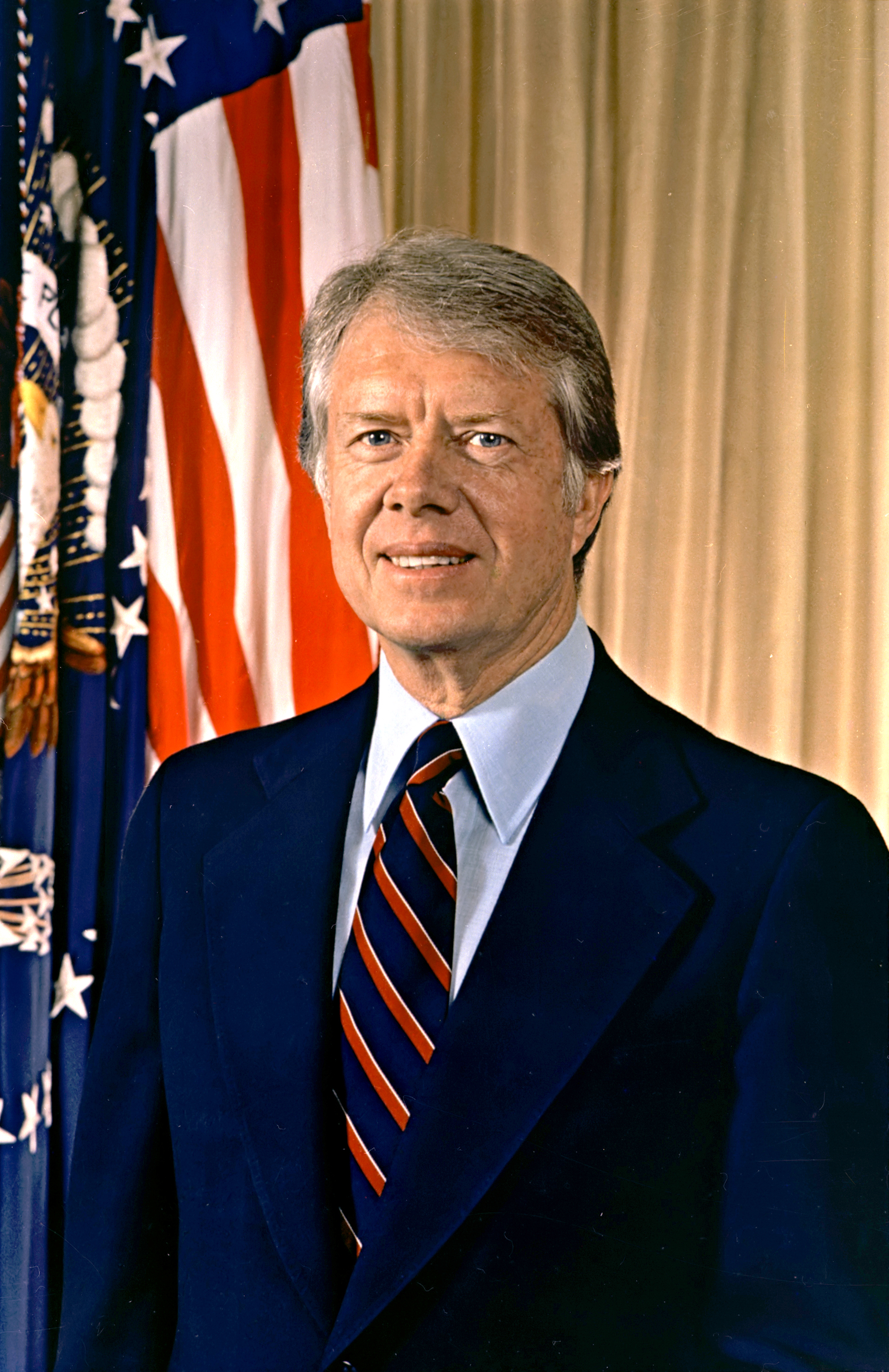
Jimmy Carter (* 1924)

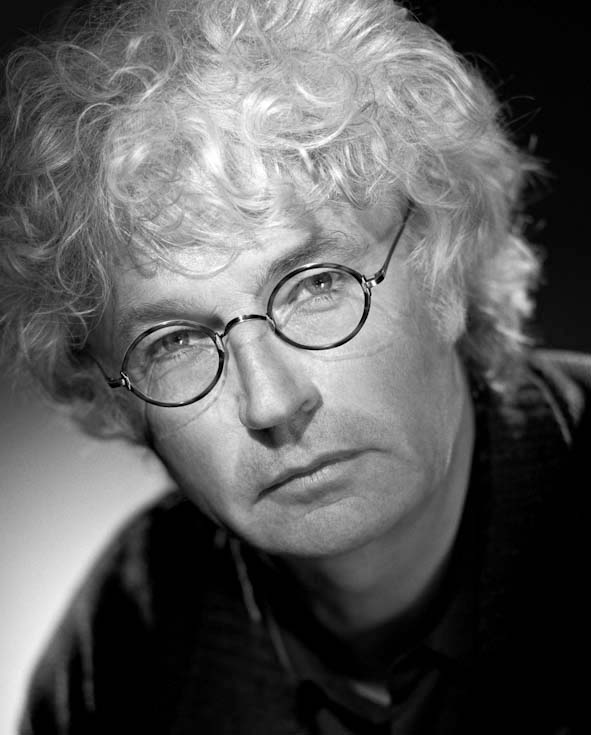
Jean-Jacques Annaud (* 1943)

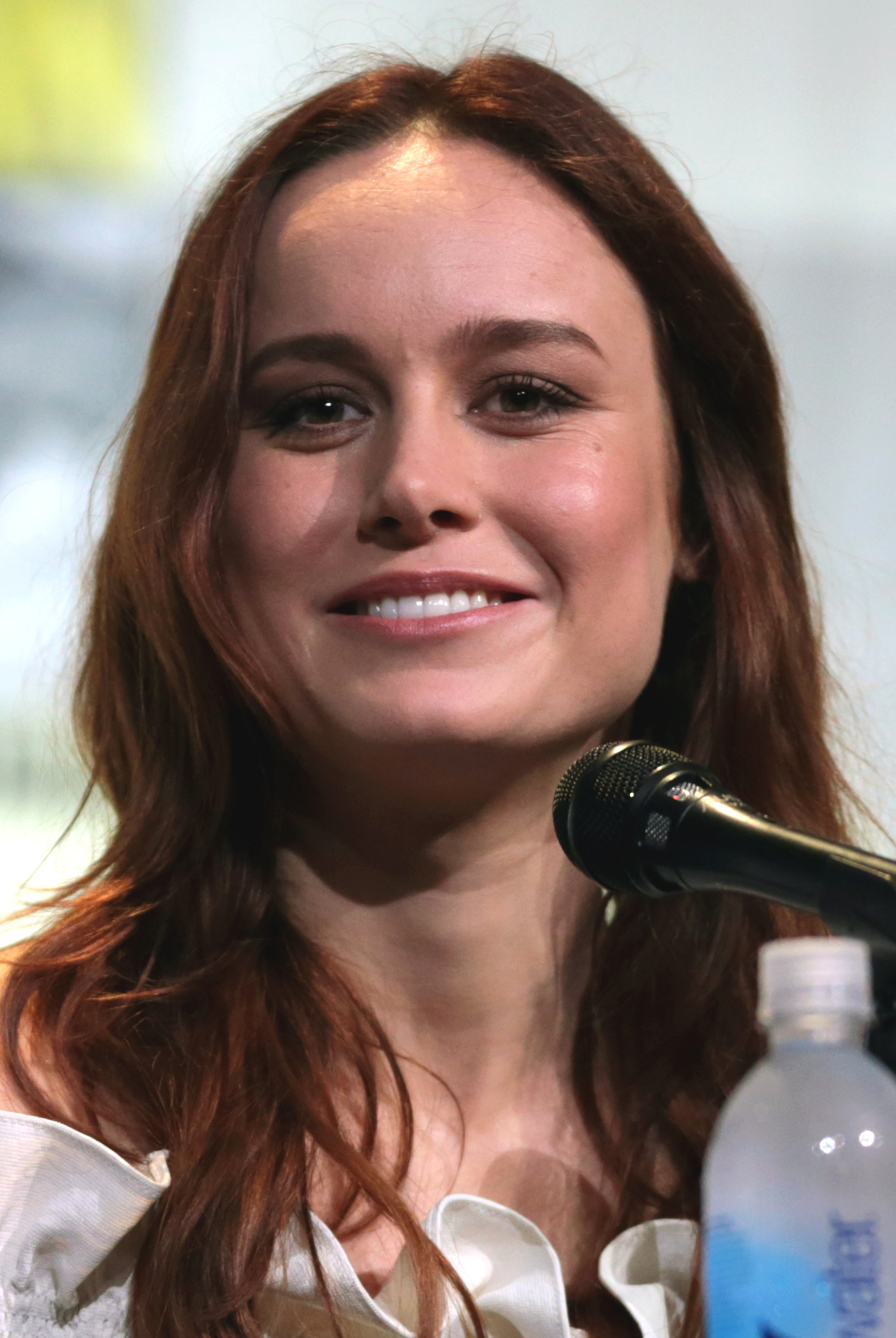
Brie Larson (* 1989)

- 1207 – Jindřich III. Plantagenet, anglický král († 16. listopadu 1272)
- 1348 – Izabela Francouzská, manželka milánského vévody († 11. září 1372)
- 1507
  - Johannes Sturm, německý učenec a pedagog († 3. března 1589)
  - Jacopo Barozzi da Vignola, italský architekt († 1573)
- 1639 – Alessandro Stradella, italský barokní hudební skladatel († 1682)
- 1685 – Karel VI., císař římský, arcivévoda rakouský a král uherský († 1740)
- 1754 – Pavel I., ruský car († 23. března 1801)
- 1760 – William Thomas Beckford, anglický spisovatel, mecenáš a politik († 2. května 1844)
- 1810 – Ludwig von Holzgethan, ministr financí Rakouského císařství († 11. června 1876)
- 1814 – Franc Močnik, slovinský matematik a pedagog († 1892)
- 1826 – Karl von Piloty, německý malíř († 21. července 1886)
- 1832 – Caroline Harrisonová, manželka 23. prezidenta USA Benjamina Harrisona († 25. října 1892)
- 1835 – Adam Politzer, rakouský lékař († 1920)
- 1842 – Charles Cros, francouzský básník a vynálezce († 9. září 1888)
- 1850 – Paul Grawitz, německý patolog († 27. června 1932)
- 1856 – Albert Eichhorn, německý historik náboženství († 3. srpna 1926)
- 1860 – Johannes Thiele, německý zoolog († 1935)
- 1865
  - Paul Dukas, francouzský hudební skladatel († 17. května 1935)
  - Ernst Gotthilf, rakouský architekt († 17. září 1950)
- 1873 – Oscar Schuster, německý horolezec († 2. června 1917)
- 1878 – Othmar Spann, rakouský konzervativní filozof, sociolog a ekonom († 8. července 1950).
- 1882 – Elisabeth Walton Allen, cestující na Titanic z první třídy ( 15. prosinec 1967).
- 1880 – Ražden Arsenidze, gruzínský právník a politik, člen frakce menševiků († 24. května 1965)
- 1881 – William Boeing, americký letecký průkopník († 1956)
- 1884 – David Katz, německý psycholog († únor 1953)
- 1887 – Hector Hodler, švýcarský esperantista († 3. dubna 1920)
- 1890 – Stanley Holloway, anglický herec, zpěvák a konferenciér († 30. ledna 1982)
- 1891 – Morfydd Llwyn Owen, velšská hudební skladatelka, klavíristka a zpěvačka († 7. září 1918)
- 1899 – Joseph Guillemot, francouzský olympijský vítěz v běhu na 5000 metrů z roku 1920 († 9. března 1975)
- 1903
  - Vladimir Horowitz, rusko-americký pianista († 5. listopadu 1989)
  - Pierre Veyron, francouzský automobilový závodník († 2. listopadu 1970)
- 1904 – Otto Frisch, rakouský fyzik († 22. září 1979)
- 1908 – Lee McGiffinová, americká novinářka a spisovatelka († 9. června 1978)
- 1910 – Bonnie Parkerová, Bonnie a Clyde, populární zločinci († 23. května 1934)
- 1911
  - Heinrich Mark, předseda exilové vlády Estonska († 2. srpna 2004)
  - Richard Torriani, švýcarský hokejista a sáňkař († 3. září 1988)
- 1912 – Lev Gumiljov, sovětský historik, antropolog a etnolog († 15. června 1992)
- 1914 – Daniel J. Boorstin, americký historik, právník a spisovatel († 28. února 2004)
- 1915 – Jerome Bruner, americký psycholog  († 5. června 2016)
- 1917 – Cahal Brendan Daly, primas Irska, kardinál († 31. prosince 2009)
- 1920 – Walter Matthau, americký herec († 1. července 2000)
- 1922 – Jang Čen-ning, americký fyzik čínského původu, Nobelova cena za fyziku 1957
- 1923 – Václav Ježek, česko-slovenský fotbalista a trenér († 1995)
- 1924
  - Jimmy Carter, 39. prezident USA († 29. prosince 2024)
  - William Rehnquist, americký soudce († 3. září 2005)
- 1925 – Benno Pludra, německý (NDR) spisovatel († 27. srpna 2014)
- 1928 – Willy Mairesse, belgický automobilový závodník, pilot Formule 1 († 2. září 1969)
- 1930
  - John Vikström, arcibiskup Finska
  - Richard Harris, irský herec, zpěvák, skladatel, režisér a spisovatel († 25. října 2002)
  - Philippe Noiret, francouzský herec († 23. listopadu 2006)
- 1931 – Mirjam Zohar, izraelská divadelní herečka
- 1932 – Albert Collins, americký kytarista a zpěvák († 24. listopadu 1993)
- 1935
  - Julie Andrewsová, anglická herečka
  - Walter De Maria, americký sochař a hudební skladatel († 25. července 2013)
- 1937
  - Ivo Maroević, chorvatský muzeolog a historik umění († 20. ledna 2007)
  - Matthew Carter, britský typograf
- 1940 – Michael Gruber, americký spisovatel
- 1941 – Vjačeslav Vedenin, sovětský běžec na lyžích († 22. října 2021)
- 1942
  - Iradj Azimi, francouzský režisér a scenárista
  - Giuseppe Bertello, italský kardinál
- 1943
  - Jean-Jacques Annaud, francouzský filmový režisér, scenárista a producent
  - Michal Orolin, (česko)slovenský horolezec
- 1944 – Jonathan Culler, americký literární teoretik
- 1945 – Haris Silajdžić, bosenský premiér
- 1946 – Dave Holland, britský kontrabasista a hudební skladatel
- 1947
  - Aaron Ciechanover, izraelský biolog
  - Stephen Collins, americký herec
- 1948 – Cub Koda, americký rockový zpěvák, kytarista skladatel († 1. července 2000)
- 1949 – André Rieu, nizozemský houslista, skladatel, kapelník
- 1950
  - Randy Quaid, americký herec
  - Boris Morukov, ruský lékař a kosmonaut
- 1951
  - Nodar Chašba, premiér Abcházie
  - Maurizio Maggiani, italský novinář a spisovatel
- 1952 – Earl Slick, americký kytarista
- 1953
  - Klaus Wowereit, starosta hlavního města Berlína
  - Grete Waitzová, norská atletka v maratonskému běhu, mistryně světa († 19. dubna 2011)
- 1954 – James Gleick, americký spisovatel, novinář a životopisec
- 1956
  - Andrus Ansip, premiér Estonska
  - Charalambos Cholidis, řecký zápasník († 26. června 2019)
  - Gina Haspelová, americká zpravodajská důstojnice, ředitelka zpravodajské služby CIA
- 1958 – Ana Caram, brazilská zpěvačka, kytaristka a flétnistka
- 1959 – Youssou N'Dour, senegalský zpěvák
- 1965 – Andrea Gardini, italský volejbalista
- 1966 – George Weah, liberijský fotbalista a politik
- 1969
  - Zach Galifianakis, americký stand-up komik, herec a pianista
  - Nikolaos Řecký a Dánský, řecký princ
- 1972 – Tom Hooper, britský filmový a televizní režisér
- 1977 – Dwight Phillips, americký atlet, skokan do dálky
- 1979 – Ljudmila Kolčanovová, ruská atletka, skokanka do dálky
- 1980 – Sarah Drew, americká herečka
- 1983 – Mirko Vučinić, černohorský fotbalista
- 1985 – Emerald Fennellová, britská herečka, režisérka a scenáristka
- 1987 – Wout Poels, nizozemský silniční cyklista
- 1989 – Brie Larson, americká herečka
- 1996 – Vitalina Bacaraškinová, ruská sportovní střelkyně
- 2001 – Mason Greenwood, anglický fotbalista

## Úmrtí

### Česko
- 1645 – Benedikt Waltenberger, opat kláštera v Zábrdovicích (* 1581)
- 1765 – Kašpar Gschwandtner, zlatník (* ? 1709)
- 1800 – Franz Anton Leonard Herget, matematik a inženýr (* 6. listopadu 1741)
- 1881 – František Matěj Hilmar, hudební skladatel (* 30. září 1803)
- 1894 – Gustav Vacek, akademický malíř (* 31. srpna 1821)
- 1896 – Josef Florian Vogl, český a rakouský geolog a politik (* 6. listopadu 1818)
- 1905 – Jan Rudolf Demel, pedagog a politik (* 7. dubna 1833)
- 1909 – Vilemína Auerspergová, hraběnka z rodu Kinských (* 5. dubna 1857)
- 1914 – Josef Kaněra, státní úředník a politik (* 6. března 1854)
- 1934 – Edmund Chvalovský, herec, divadelní a operní režisér (* 26. července 1839)
- 1938 – Jan Nepomuk II. ze Schwarzenbergu, kníže (* 29. května 1860)
- 1941
  - Oleg Svátek, generál, legionář (* 3. února 1888)
  - František Holejšovský, československý politik (* 19. prosince 1866)
  - Karel Hovůrka, voják, příslušník československého protinacistického odboje (* 13. září 1914)
- 1946 – Pavel Huyn, 30. arcibiskup pražský (* 17. února 1868)
- 1951 – Karel Teige, kritik a teoretik umění (* 13. prosince 1900)
- 1978 – Vilém Balarin, malíř (* 11. března 1894)
- 1979 – Oto Dub, zakladatel moderní hydrologie (* 11. října 1902)
- 1983 – Bedřich Steiner, komunistický poslanec (* 1. dubna 1913)
- 1984 – František Kovářík, herec (* 1. října 1886)
- 1985 – František Müller, katolický kněz, spisovatel (* 8. srpna 1910)
- 1992 – Vladimír Vondráček, malíř, výtvarník a sochař (* 1. srpna 1922)
- 1999 – Emil Sirotek, kameraman (* 20. března 1937)
- 2000 – Karel Teissig, malíř, ilustrátor a grafik, (* 19. dubna 1925)
- 2002 – Ladislav Votruba, stavební inženýr-vodohospodář (* 6. května 1914)
- 2008 – Josef Hlaváček, estetik (* 13. května 1934)
- 2013 – Zdeněk Rytíř, hudebník, textař a hudební skladatel (* 11. dubna 1944)
- 2017 – František Listopad, český a portugalský spisovatel (* 26. listopadu 1921)
- 2019 – Karel Gott, český šlágrový zpěvák, herec a malíř (* 14. července 1939)

### Svět

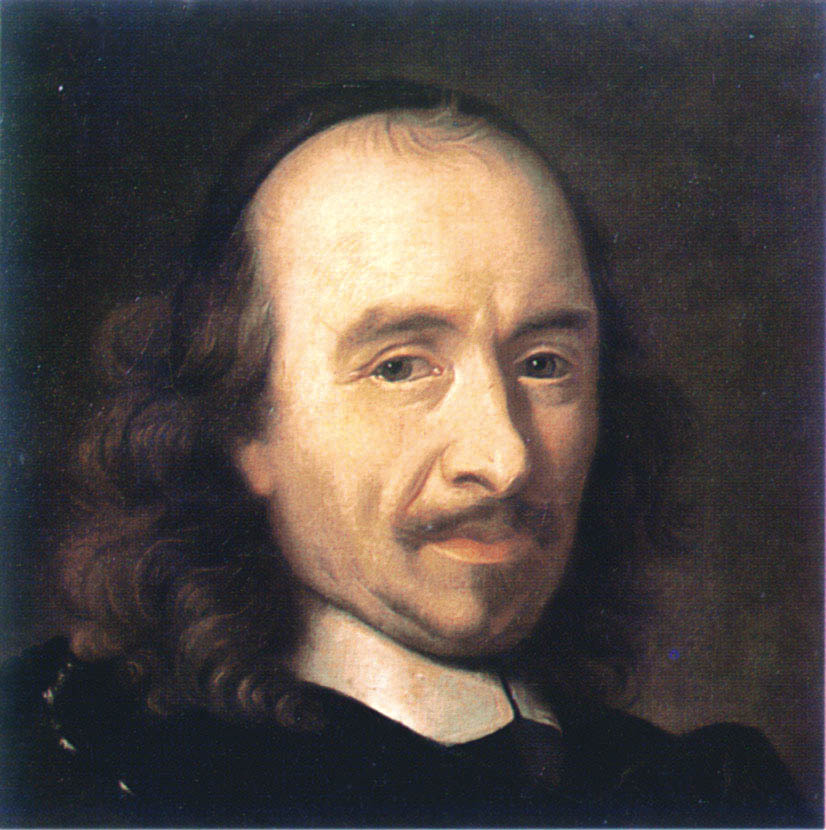
Pierre Corneille († 1684)

- 0959 – Edwy, anglický král (* cca 941)
- 1404 – Bonifác IX., papež (* 1356)
- 1578 – Juan de Austria, levoboček císaře Karla V., guvernér Španělského Nizozemí (* 24. února 1547)
- 1585 – Anna Dánská, dánská princezna (* 22. listopadu 1532)
- 1680 – Pietro Simone Agostini, italský skladatel (* 1635)
- 1684 – Pierre Corneille, francouzský spisovatel (* 1606)
- 1708 – John Blow, anglický hudební skladatel (pokřtěn 23. února 1649)
- 1716 – Giovanni Battista Bassani, italský houslista, varhaník a hudební skladatel (* okolo 1650)
- 1768 – Robert Simson, britský matematik (* 14. října 1687)
- 1827 – Wilhelm Müller, německý básník (* 7. října 1794)
- 1841 – Claudine Rhédey von Kis-Rhéde, hraběnka z Hohensteinu (* 21. září 1812)
- 1858 – Alois Negrelli, italsko-rakouský stavitel mostů (* 23. ledna 1799)
- 1901 – Abdurrahmán Chán, afghánský emír (* 1844)
- 1911 – Wilhelm Dilthey, německý filosof, psycholog a pedagog (* 1833)
- 1914 – Anton Marty, švýcarský filozof jazyka (* 18. října 1847)
- 1924 – Theodor Krauß, německý homeopat (* 3. listopadu 1864)
- 1926 – Henry Theophilus Finck, americký hudební kritik (* 22. září 1854)
- 1929 – Antoine Bourdelle, francouzský sochař a malíř (* 29. října 1861)
- 1937 – Andrej Kachnič, slovenský spisovatel (* 8. ledna 1854)
- 1944 – Rudolf Schmundt, nacistický generál (* 13. srpna 1896)
- 1945 – Oskar Lüthy, švýcarský malíř (* 26. června 1882)
- 1951 – Jens Jensen, dánský a americký krajinářský architekt (* 13. září 1860)
- 1952 – James Vincenzo Capone, bratr Ala Capona (* 1892)
- 1957 – Janusz Maria Brzeski, polský umělec, fotograf, grafik, ilustrátor (* 17. února 1907)
- 1959 – Enrico De Nicola, italský politik (* 9. listopadu 1877)
- 1965 – Martin Hollý, slovenský herec a divadelní režisér (* 8. června 1904)
- 1968 – Romano Guardini, německý filosof (* 17. února 1885)
- 1975 – Al Jackson, Jr., americký bubeník (* 27. listopadu 1935)
- 1978 – Charles Pacôme, francouzský zápasník, zlato na OH 1932 (* 5. listopadu 1902)
- 1983 – Johan Richthoff, švédský zápasník, zlato na OH 1924 (* 30. dubna 1898)
- 1986 – Barbara Sadowska, polská básnířka a aktivistka protikomunistické opozice (* 24. února 1940)
- 1991 – Stu Williamson, americký trumpetista (* 14. května 1933)
- 1992 – Petra Kelly, německá aktivistka a politička (* 29. listopadu 1947)
- 1994 – Clarence Houser, americký trojnásobný olympijský vítěz (* 21. září 1901)
- 2001 – Lee Cronbach, americký psycholog (* 22. dubna 1916)
- 2004
  - Richard Avedon, americký fotograf (* 15. května 1923)
  - Bruce Palmer, kanadský baskytarista (* 9. září 1946)
- 2007 – Al Oerter, americký atlet (* 1936)
- 2008 – Boris Jefimov, sovětský karikaturista (* 28. září 1900)
- 2009 – Othar Čiladze, gruzínský básník a romanopisec (* 20. března 1933)
- 2010 – Gerard Labuda, polský historik (* 28. prosince 1916)
- 2011
  - Sven Tumba Johansson, švédský hokejista, golfista a fotbalista (* 1931)
  - Butch Ballard, americký jazzový bubeník (* 26. prosince 1918)
  - David Bedford, britský hudebník a skladatel (* 4. srpna 1937)
- 2012
  - Moše Sanbar, guvernér izraelské centrální banky (* 29. března 1926)
  - Eric Hobsbawm, britský historik (* 9. června 1917)
- 2013
  - Giuliano Gemma, italský herec (* 2. září 1938)
  - Tom Clancy, americký spisovatel (* 12. dubna 1947)
  - Jisra'el Gutman, izraelský historik (* 20. května 1923)
- 2014 – Šlomo Lahat, izraelský generál a politik (* 9. listopadu 1927)
- 2017 – Arthur Janov, americký psycholog (* 21. srpna 1924)
- 2018 – Charles Aznavour, francouzský šanzoniér (* 22. května 1924)
- 2023 – Patricia Janečková, slovenská operní pěvkyně (* 18. června 1998)

## Svátky

### České země
- Igor, Ivar, Ivor
- Remig, Remus, Remigius

### Svět
- OSN: Mezinárodní den seniorů
- Čína: Vyhlášení Čínské lidové republiky Mao Ce-tungem na náměstí Tchien-an-men v Pekingu
- Jižní Korea: Den armády
- Kypr: Státní svátek
- Tuvalu: Státní svátek
- Nigérie: Den nezávislosti
- Kamerun: Den spojení
- Španělsko: Caudillo Day
- Mezinárodní den hudby
- Mezinárodní den kávy
- Světový den vegetariánů
- Světový vexilologický den

## Pranostiky

### České země
- Fouká-li na svatého Remigia od východu, bude teplý podzimek.

| 1. říjen v pražském KlementinuÚdaje jsou platné k 11. 3. 2025. | 1. říjen v pražském KlementinuÚdaje jsou platné k 11. 3. 2025. | 1. říjen v pražském KlementinuÚdaje jsou platné k 11. 3. 2025. |
| minimum                                                        | denní průměr                                                   | maximum                                                        |
| -------------------------------------------------------------- | -------------------------------------------------------------- | -------------------------------------------------------------- |
| 1,2 °C (1939)                                                  | 12,7 °C (od 1961)                                              | 25,1 °C (1956)                                                 |